# Mordella norfolcensis
Mordella norfolcensis es una especie de coleóptero de la familia Mordellidae.

## Distribución geográfica
Habita en la Isla Norfolk Australia).